# De Angeli-Frua
La fabbrica De Angeli-Frua è stata un'azienda tessile italiana nata nel 1896 dall'unione delle fabbriche (cotonifici e stamperie) di Ernesto De Angeli e Giuseppe Frua. 
Il nome completo era "De Angeli-Frua, Società per l'industria dei tessuti stampati S.p.A." e come Stampati era abbreviata nel listino della Borsa di Milano. Terminò le attività produttive nel 1968.

## Storia

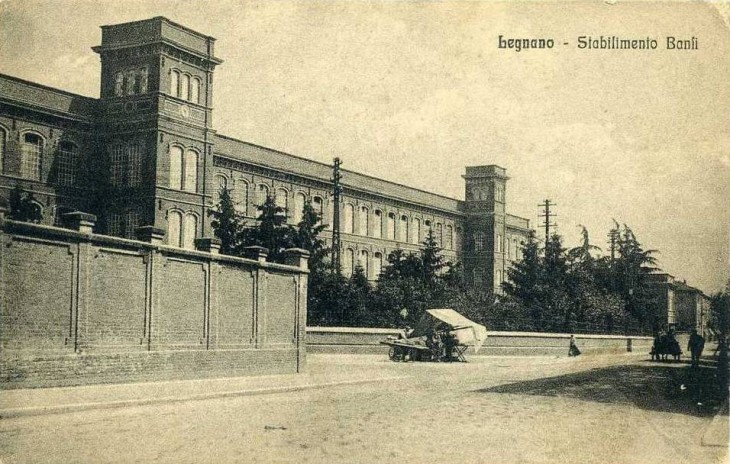
Lo stabilimento De Angeli-Frua di Legnano, che si trovava lungo il moderno corso Italia. Era popolarmente chiamato "il castellaccio"

I tre primi stabilimenti produttivi che costituirono la società erano situati a Milano, Agliè (facenti parte dalla Società Ernesto De Angeli e C.) e Legnano (Anonima Frua & Banfi).
Nei primi anni del XX secolo la De Angeli-Frua iniziò a diventare famosa grazie alla produzione di tessuti colorati, che furono introdotti nel 1906. In questo contesto l'azienda cominciò anche ad esportare facendo concorrenza ai tessuti prodotti nel Regno Unito. Venivano prodotti tessuti in cotone, seta, taffetà, satin e georgette.
Nel 1907 scomparve Ernesto De Angeli e Giuseppe Frua diventò l'unico proprietario dell'azienda. Sotto la sua direzione la De Angeli-Frua conobbe un periodo di crescita costante. Dopo la prima guerra mondiale la De-Angeli-Frua iniziò a creare iniziative di carattere sociale per i dipendenti come la costituzione di fondi previdenziali e la costruzione di scuole ed asili.

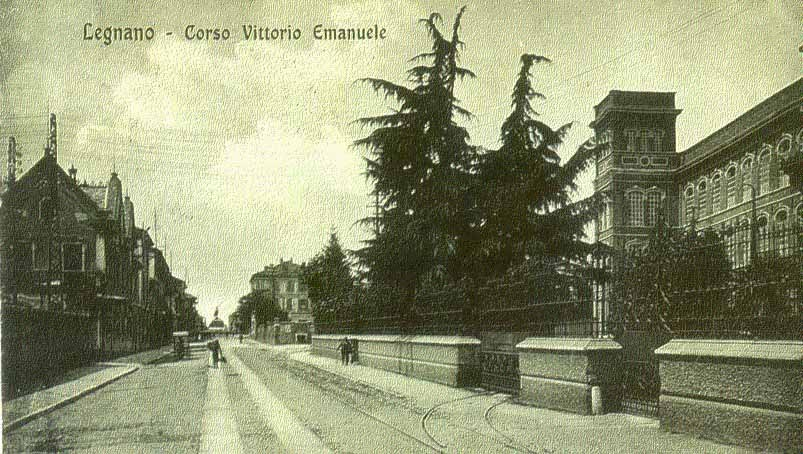
Corso Italia verso il piazza Monumento a Legnano. Sulla destra, lo stabilimento De Angeli Frua

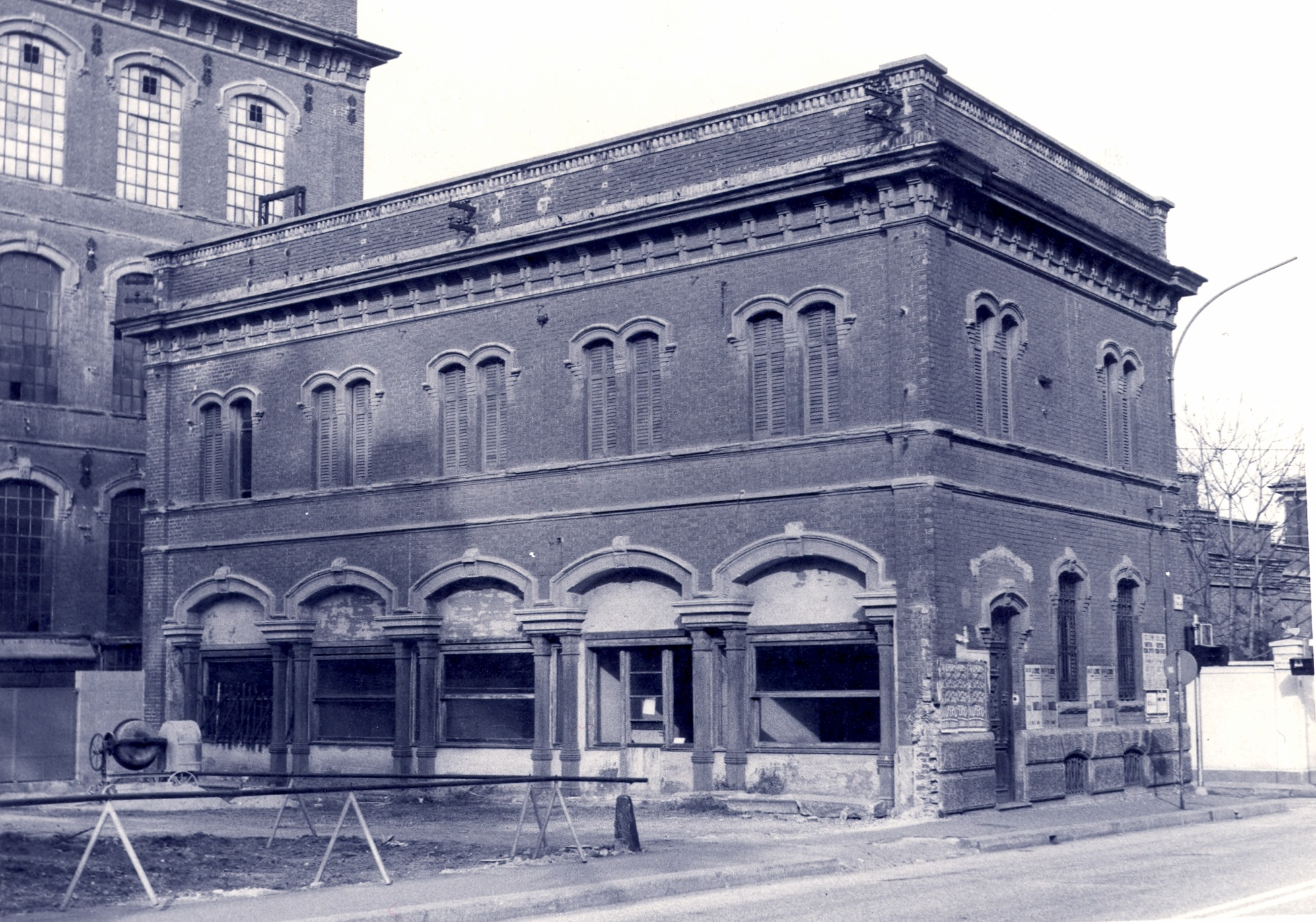
Lo stabilimento De Angeli-Frua di Legnano in via di demolizione (1968-1969). In primo piano, la sua palazzina uffici, che è l'unica sua parte che è giunta sino a noi

Negli anni venti la De Angeli-Frua conobbe una fase di grande crescita che portò alla presenza, nel 1925, di 1.500 telai e 750 dipendenti nello stabilimento di Aglié. Questi ultimi, nel 1927, salirono a 950. Nell'anno citato dallo stabilimento De Angeli-Frua di Aglié uscivano 24.000 metri di tessuti di cotone al giorno. Due anni più tardi ci fu un cambiamento molto importante. L'azienda iniziò infatti a lavorare le fibre artificiali. Da ciò conseguì la diminuzione della produzione e del numero dei telai che scesero, ad Aglié, a 19.000 metri di stoffa e 804 macchine tessili.
Negli anni trenta l'azienda riprese a crescere dopo la crisi postbellica. La produzione fu indirizzata verso tessuti pregiati e di media fattura, che vennero pubblicizzati su molte riviste femminili dell'epoca. Nel 1937, alla morte di Frua, la De Angeli-Frua arrivò a possedere altre quattro fabbriche a Omegna, Ponte Nossa, Gerenzano, Roè Volciano. In tutto i lavoratori superavano gli 11.000 addetti.
La decadenza cominciò negli anni cinquanta, e gli stabilimenti gradualmente furono ridimensionati fino alla definitiva chiusura negli anni sessanta. In particolare, la fabbrica di Aglié fu ceduta nel 1953 alla Olivetti.